# Planeringsarkitekt
Planeringsarkitekt är titeln för en handläggare eller arkitekt som huvudsakligen arbetar med fysisk planering. Fack- och branschorganisationen Sveriges Arkitekter rekommenderar att titeln planeringsarkitekt används istället för den äldre titeln fysisk planerare.

## Arbetsmarknad
Fysisk planering är en mångsidig verksamhet som behandlar användning av marken, vattnet och den byggda miljön utifrån ekologiska, sociala, estetiska och samhällsekonomiska synpunkter. Det har sedan 2010 rått stor brist på planeringsarkitekter. De arbetar inom såväl privat som offentlig sektor och arbetsgivare kan vara kommuners stadsbyggnadskontor, länsstyrelsers planenheter, statliga centrala myndigheter (exempelvis Boverket och Räddningsverket) eller privata planerings-, infrastruktur- och arkitektföretag. Vanligt förekommande arbetsuppgifter för en planeringsarkitekt är upprättande av detaljplaner och översiktsplaner.

## Utbildning
Planeringsarkitekter utbildas vid Blekinge Tekniska Högskola, BTH, i Karlskrona. Programmet är upplagt som en femårig utbildning, totalt 300 hp. Efter en treårig grundutbildning till teknologie kandidat, 180 hp, följer en fördjupningsutbildning om två år till teknologie master, 120 hp. Även med utbildningar inom samhällsplanering, arkitektur eller landskapsarkitektur kan man inrikta sig mot yrket.

## Yrkestitel
Planeringsarkitekt är ingen skyddad titel, men det är däremot planeringsarkitekt MSA. Efter ett års verksamhet i yrket utökas titeln till planeringsarkitekt FPR/MSA. MSA betyder medlem av Sveriges Arkitekter. 